# Солеросовые
Солеросовые (Salicornioideae) — подсемейство растений из семейства Амарантовые (Amaranthaceae). Стеблевые суккуленты с сильно редуцированными листьями. Цветки собраны в густые колосовидные тирсы, пирамидально-метельчатые соцветия. Галофиты. Распространены по всему миру.

## Описание
Однолетние или многолетние травы, полукустарники или низкие кустарники. Стебли голые и часто с множеством ответвлений. Листья очередные или супротивные, мясистые, голые, сужающиеся к основанию и членистые, без или с короткой свободной листовой пластинкой.
Колосовидные соцветия состоят из очередных или супротивных прицветников, сросшихся или членистых. В пазухе прицветника от одного до пяти (реже 12) цветков, свободных или сросшихся друг с другом и расположенных по оси соцветия. Цветки обоеполые, боковые могут быть однополыми. Околоцветник состоит из двух—пяти листочков. Одна или две тычинки и как правило два рыльца.

## Фотосинтез
Большинство видов используют C3-фотосинтез. Один вид, Tecticornia indica — C4-фотосинтез.

## Среда обитания
Распространены по всему миру. Все являются галофитами и обитают на прибрежных и внутренних солончаках.

## Эволюция
Возникли в Евразии 38—28 млн лет назад, в конце эоцена — начале олигоцена. И стремительно разошлись по основным линиям. Раньше всех отделились Поташник (Kalidium), линия Сарсазан (Halocnemum)/Соляноколосник (Halostachys), Halopeplis, линия Allenrolfea/Heterostachys. Позже отошли линия Arthrocnemum/Microcnemum, Tecticornia и линия Солерос (Salicornia)/Sarcocornia. В середине миоцена, 19—14 млн лет назад все основные линии уже существовали.

## Систематика
Таксон описан впервые Альфредом Мокен-Тандоном в 1849 году как триба Salicornieae в семействе Маревые (Chenopodiaceae). В 1934 году Оскар Эберхард Ульбрих поднял таксон до подсемейства и назвал его Salicornioideae.
Подсемейство Маревые (Chenopodiaceae) теперь включено в Амарантовые (Amaranthaceae).
Филогенетические исследования поддерживают монофилию подсемейства. Он включает только одну трибу, Salicornieae. Традиционно выделялись две трибы: Halopeplideae и Salicornieae, но они не монофилетические.
- Триба Salicornieae: 11 родов[6] и около 110 видов:

- Allenrolfea  Kuntze с 3 видами в Северной и Южной Америке.
- Arthrocnemum  Moq. c 2—3 видами в Юго-западной Азии и Средиземноморском регионе, в западной тропической Африке и Макаронезии
- Сарсазан (Halocnemum M.Bieb.) c 2 видами в Южной Европе, Северной Африке и Центральной Азии.
- Halopeplis  Bunge ex Ung.-Sternb. с 3 видами в Средиземноморском регионе, Северной Африке, Юго-западной и Центральной Азии.
- Соляноколосник (Halostachys C.A.Mey. ex Schrenk) с 1 видом:

- Halostachys belangeriana в Центральной и Юго-западной Азии и юго-восточной Европе

- Heterostachys  Ung.-Sternb. с 2 видами в Центральной и Южной Америке
- Поташник (Kalidium Moq.) (синоним: Kalidiopsis  Aellen) с 6 видами в Центральной и Юго-западной Азии и Юго-восточной Европе
- Microcnemum  Ung.-Sternb. с одним видом:

- Microcnemum coralloides в Испании, Турции, Армении и северо-западном Иране

- Солерос (Salicornia L.), около 15 видов по всему миру, особенно в Северном полушарии, отсутствует в Австралии и Южной Америке
- Sarcocornia  A.J.Scott, около 30 видов по всему миру
- Tecticornia  Hook f. (включает Halosarcia  Paul G.Wilson, Pachycornia  Hook. f., Sclerostegia  Paul G.Wilson, Tegicornia  Paul G.Wilson) с примерно 44 видами в Австралии и вдоль тропических побережий Индийского океана, в восточной и западной тропической Африке.